# Robertson Pet
Robertson Pet is een dorp in het district Kolar van de Indiase staat Karnataka. 

## Demografie
Volgens de Indiase volkstelling van 2001 wonen er 141.294 mensen in Robertson Pet, waarvan 50% mannelijk en 50% vrouwelijk is. De plaats heeft een alfabetiseringsgraad van 81%. 